# Тупицин, Иван Николаевич
Иван Николаевич Тупицин (25.02.1923 — 19.03.2008) — участник Великой Отечественной войны, бригадир электролинейщиков механизированной колонны № 71 треста «Средазэлектросетьстрой» Министерства энергетики и электрификации СССР, Ташкентская область Узбекской ССР. Герой Социалистического Труда.

## Биография
Родился 25 февраля 1923 года в селе Прохладное Зайсанского уезда Семипалатинской губернии Киргизской АССР, ныне — упразднено, территория Кокпектинского района Восточно-Казахстанской области Казахстана. Русский.
После окончания сельской школы был призван в Красную армию на действительную военную службу.
Участник Великой Отечественной войны. Боевой путь начал красноармейцем в составе 584-го стрелкового полка, был ранен.
После излечения вернулся на фронт и в сентябре 1944 года получил второе ранение. После выздоровления в феврале 1945 года комиссован из действующей армии и вернулся на родину в Казахскую ССР.
С 1946 года работал начальником конторы связи в городе Семипалатинск (ныне — Семей). В мае 1949 года переехал в столицу Узбекской ССР (ныне — Узбекистан) город Ташкент, где стал работать бригадиром электролинейщиков механизированной колонны № 47 треста «Узбекэнергострой».
Бригада И. Н. Тупицина трудилась на строительстве нескольких гидроэлектростанций (ГЭС) и других энергетических объектов на территории Узбекской республики. За активное участие в строительстве межколхозной ГЭС. Кудаш-1, пущенной в 1958 году, бригадир был награждён Почётной Грамотой Президиума Верховного Совета Узбекской ССР.
С июля 1966 года Иван Николаевич находился в заграничной командировке в Афганистане, работал мастером по строительству энергетических предприятий до января 1967 года.
После возвращения на родину с марта 1967 года продолжил работать бригадиром электролинейщиков механизированной колонны № 71 треста «Средазэлектросетьстрой».
Указом Президиума Верховного Совета СССР от 20 апреля 1971 года за особые заслуги в выполнении заданий пятилетнего плана по развитию энергетики страны Тупицину Ивану Николаевичу’ присвоено звание Героя Социалистического Труда с вручением ордена Ленина и золотой медали «Серп и Молот».
После выхода на пенсию переехал жить в город Крымск Крымского района Краснодарского края.
Скончался 19 марта 2008 года.
Награждён орденами Ленина (20.04.1971), Отечественной войны 1-й степени (11.03.1985), «Знак Почёта» (04.10.1966), медалями

## Награды
- Золотая медаль «Серп и Молот» (20.4.1971);
- Орден Ленина (20.4.1971)
- Орден Отечественной войны I степени (11.03.1985)[2]
- Орден «Знак Почёта» (04.10.1966)
- Медаль «За трудовое отличие»
- Медаль «В ознаменование 100-летия со дня рождения Владимира Ильича Ленина» (6 апреля 1970)
- Медаль «За победу над Германией в Великой Отечественной войне 1941—1945 гг.»
- Юбилейная медаль «Двадцать лет Победы в Великой Отечественной войне 1941—1945 гг.»
- Юбилейная медаль «Тридцать лет Победы в Великой Отечественной войне 1941—1945 гг.»[3]
- Юбилейная медаль «Сорок лет Победы в Великой Отечественной войне 1941—1945 гг.»[4]
- Юбилейная медаль «50 лет Победы в Великой Отечественной войне 1941—1945 гг.»[5]
- Медаль «Ветеран труда»
- Юбилейная медаль «30 лет Советской Армии и Флота»[6]
- Юбилейная медаль «40 лет Вооружённых Сил СССР»[7]
- Юбилейная медаль «50 лет Вооружённых Сил СССР» (26 декабря 1967[8])
- Юбилейная медаль «60 лет Вооружённых Сил СССР» (28 января 1978[9])
- Юбилейная медаль «70 лет Вооружённых Сил СССР» (28 января 1988[10])
- и другими

## Память
- В Краснодаре установлена мемориальная доска с именами Героев Социалистического Труда Кубани и Адыгеи.
- Увековечен на сайте МО РФ «Дорога памяти» сайт МО РФ «Дорога памяти».